# Sudočje
Sudočje je vysychající jezero v Karakalpakstánu v Uzbekistánu. Leží na levém břehu delty Amudarji severně od města Kungrad. Jeho rozloha je 337 km².

## Vodní režim
Do jezera přivádějí vodu ramena Amudarji Raušan a Prijemuzjak.

## Vlastnosti vody
Voda v jezeře je na jaře sladká, na podzim se stává slanou díky velkému odpařování. V létě se voda prohřívá na 25 až 27 °С. Zamrzá v listopadu až v prosinci a rozmrzá od konce února do začátku dubna. Slanost vody v extrémně suchých letech dosahovala v přitékajících kanálech 3,28 až 5,78 g/l a v jezeře 11,9 až 13,1 g/l.

## Historie
Jezero vzniklo ve 20. letech 20. století a od té doby dvakrát (v polovině 60. let a v roce 2001) bylo blízko úplnému vyschnutí. Nicméně poté se vždy vodní i biologický režim obnovil.

## Obnova jezera
Svůj vliv na obnovu jezera po roce 2001 měla i opatření v rámci projektu agentury GEF, který se jmenuje „Ustavování malých vodních ploch za účelem rehabilitace delty Amudarji“. Stavitelé narychlo rekonstruovali hydrouzel Altynkul, poté nahrnuli cestu k Akkumské hrázi, v hrázi vytvořili výpusť a protáhli ekologické kanály k suchým částem jezer. A tak se znovu na obnovené jezero vrátili stěhovaví ptáci a do jeho vod ryby (jezero je místem tření ryb) a ondatry. Tyto práce byly jen malou součástí velkého společného projektu Globálního ekologického fondu a Mezinárodního fondu na záchranu Aralu na řízení vodních zdrojů a životního prostředí v povodí Aralského jezera.